# Baltzar Beck
Baltzar Beck, död 1618, var en svensk militär.
Beck var en av Karl IX:s mest använda män vid dennes försök att med stöd av Freden i Teusina utsträcka Sveriges välde över Finnmarken ända till Ishavet och Atlanten. 1606-08 utkrävde Beck skatt i fjordarna vid Ishavet, anlade en skans i Alta och bosatte sig själv vid Vadsø, men mötte energiskt motstånd av de danska myndigheterna. 1609-11 fick Beck upprepade order att inta Kolahus, och på hösten 1610 blev en expedition av, vilken dock misslyckades. Trots att Karl IX i kraftiga ordalag uttryckte sitt missnöje för Beck, satte han honom i spetsen för expeditionen mot Jämtland, vilket Beck erövrade i den så kallade Baltzarfejden. 1612 kommenderades Beck med sina trupper söderut, och resten av hans liv är okänt.